# Poieni
Poieni é uma comuna romena localizada no distrito de Cluj, na região histórica da Transilvânia. A comuna possui uma área de 190.03 km² e sua população era de 5515 habitantes segundo o censo de 2007.